# René Mercet
René Mercet, né le 1er décembre 1898 et mort le 13 juin 1961, est un arbitre suisse de football.

## Biographie
Lors de la Coupe du monde 1934, il dirige le match d'ouverture entre l'Italie et les États-Unis (7-1) puis le quart de finale à rejouer entre l'Italie et l'Espagne. Lors de cette rencontre, René Mercet est accusé d'avoir accordé un but irrégulier de Meazza, puis d'avoir refusé, pour un hors-jeu imaginaire, l'égalisation obtenue par l'Espagne. « L'arbitre conduisit les opérations avec une telle désinvolture qu'il paraissait fréquemment être le douzième homme de l'Italie » peut-on lire dans le résumé du quotidien sportif L'Auto. Après son retour en Suisse, il est radié par l'Association suisse de football.

## Carrière
Il a officié dans des compétitions majeures : 
- Coupe de Suisse de football 1929-1930 (finale)
- Coupe des Nations 1930
- Coupe Mitropa 1932
- Coupe du monde de football de 1934 (2 matchs)